# Cantón de Patay
El cantón de Patay era una división administrativa francesa, que estaba situada en el departamento de Loiret y la región de Centro-Valle de Loira.

## Composición
El cantón estaba formado por trece comunas:
- Boulay-les-Barres
- Bricy
- Bucy-Saint-Liphard
- Coinces
- Gémigny
- La Chapelle-Onzerain
- Patay
- Rouvray-Sainte-Croix
- Saint-Péravy-la-Colombe
- Saint-Sigismond
- Tournoisis
- Villamblain
- Villeneuve-sur-Conie

## Supresión del cantón de Patay
En aplicación del Decreto n.º 2014-244 de 25 de febrero de 2014, el cantón de Patay fue suprimido el 22 de marzo de 2015 y sus 13 comunas pasaron a formar parte del nuevo cantón de Meung-sur-Loire.